# AsFâr
Albums de Le Trio Joubran
À l'ombre des mots
(2009)
AsFâr est le quatrième album du groupe Le Trio Joubran sorti le 3 mars 2011 sur le label World Village d'Harmonia Mundi.

## Historique de l'album
Le titre de l'album joue sur le double sens du mot Asfâr qui en arabe signifie « voyage » et As far qui en anglais se traduit par « aussi loin ».

## Titres de l'album
1. Nawwâr Bourgeon[1] - 4 min 36 s
2. Zawâj El Yamâm Le Mariage des pigeons - 6 min 12 s
3. Dawwâr El Shams Tournesol - 3 min 50 s
4. Douja - 6 min 23 s
5. Sama Cordoba - 4 min 56 s
6. Asfar Voyage - 15 min 01 s
7. Masâna - 7 min 12 s

## Musiciens
- Samir Joubran, oud
- Wissam Joubran, oud
- Adnan Joubran, oud
- Youssef Hbeisch, percussions
- Dhafer Youssef, chant